# Етті

Типовий еччі-персонаж

Еччі (яп. エッチ) — жанр аніме або манґи, ключовою особливістю якого є показ еротичних сцен.
На відміну від хентаю, еччі не показує сексуальні стосунки безпосередньо, демонструючи, залежно від віку цільової аудиторії, різні по ступеню відвертості еротичні сцени з натяком на такі відносини. Термін був вперше використаний в 1952 році в новелах Сейічі Фунабаші.
Основним творчим прийомом в еччі є фансервіс — використання різних натяків на еротику, наприклад показ персонажів (як правило жіночої статі, оскільки цільовою аудиторією еччі є хлопці) у двозначних позах, використання таких ракурсів при яких глядач бачить спідню білизну персонажа (панцу), акцент на грудях та сідницях, які часто зображаються в перебільшеному вигляді, різні ситуації, в які потрапляє чоловічий персонаж (випадкова поява в жіночій лазні або роздягальні, падіння на дівчину тощо).
У тому або іншому вигляді, елементи еччі та фансервісу містяться фактично у всіх аніме та манґах, розрахованих на аудиторію у віці 16-25 років. У США та Європі твори, що містять такі сцени, піддаються цензурі (вирізування або правка епізодів, зміна акцентів при перекладі), і після неї аніме-серіали й манґа поступають на ринок.

## Аніме з елементами еччі
- Excel Saga (1999)
- Great Teacher Onizuka (1999-2000)
- Chobits (2002)
- Elfen Lied (2004)
- DearS (2004)
- Rosario + Vampire (2008)
- Поцілунок сестер (2008-2009)
- Najica Blitz Tactics (2001)
- Amazing Nurse Nanako (1999-2000)
- Grenadier — The Senshi of Smiles (2004-2005)
- Plastic Little (1994)